# NGC 3927
NGC 3927je jedan do danas nepotvrđeni objekt u zviježđu Lavu. Sva promatranja poslije nisu na tom položaju uočila nikoji objekt. 

## Vanjske poveznice
- (eng.) SEDS: NGC 3927
- (eng.) Revidirani Novi opći katalog
- (eng.) Izvangalaktička baza podataka NASA-e i IPAC-a
- (eng.) Astronomska baza podataka SIMBAD
- (eng.) VizieR